# Truro (Verenigd Koninkrijk)
Truro ([ˈtruːrəʊ]; Cornisch: Truru) is de hoofdstad van het Engelse graafschap Cornwall. Het is een civil parish met de officiële titel van city, en is de meest zuidelijke stad in het Verenigd Koninkrijk.
De naam Truro komt van het Cornisch tri-veru, wat drie rivieren betekent. Truro groeide uit tot een belangrijk handelscentrum. Deze groei kwam eerst door Truro's haven maar later vanwege Truro's historische rol als een van de stannary towns, dat wil zeggen een plaats waar tin van de Cornische mijnindustrie werd getoetst en gestempeld. Tegenwoordig is Truro het centrum voor bestuur, ontspanning en detailhandel van Cornwall, en telt 20.920 inwoners.
De stad is bekend om haar kathedraal (voltooid in 1910) haar gekasseide straten, open ruimtes en vele voorbeelden van de elegante 18e-eeuwse georgiaanse architectuur. Het is ook de locatie van het Royal Cornwall Museum, het theater Hall for Cornwall, het Hof van Justitie van Cornwall, en Cornwall County Council.
Truro ligt in het midden van Cornwall op de plaats waar de rivieren Kenwyn en Allen samenvloeien. Al in de 12e eeuw bevond zich op deze plek een kasteel en bewoning.

## Partnersteden
Truro is partnerstad met de volgende steden:
- Morlaix (Frankrijk), sinds 1979
- Boppard (Duitsland)

## Galerij

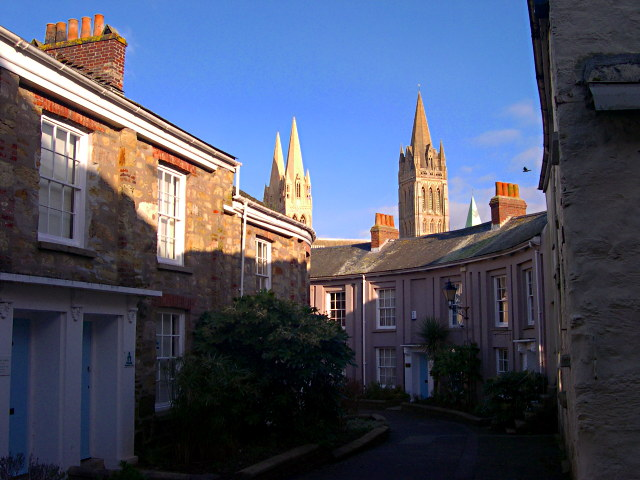
Georgian architectuur
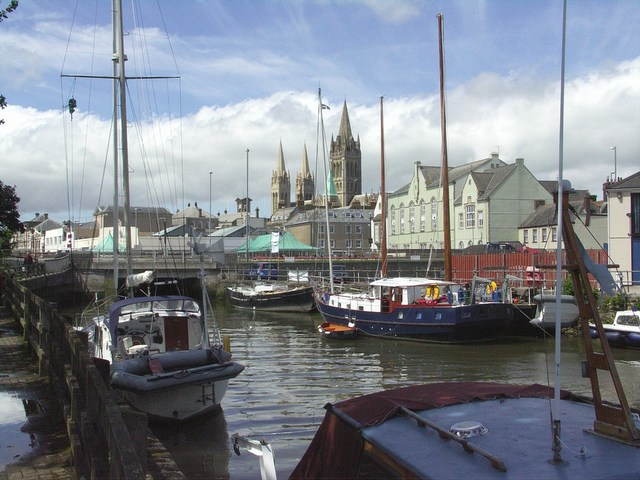
De rivier de Truro
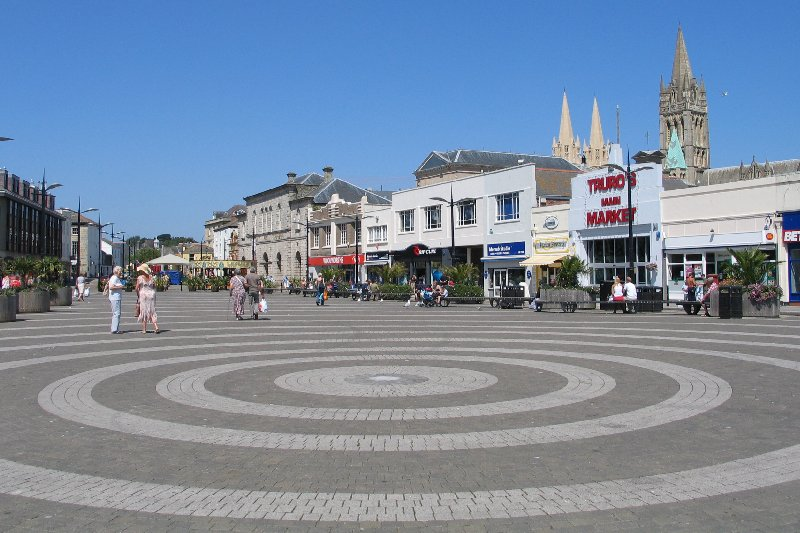
Het plein Lemon Quay